# Mathias Larsson (fotbollsspelare)
Mathias Larsson, född 1 december 1972, är en svensk före detta fotbollsspelare (anfallare) som bland annat representerade BK Häcken i Allsvenskan 1998 och Gais i Allsvenskan 2000.

## Spelarkarriär
Larssons moderklubb är Hemsjö IF. Han gjorde säsongen 1994 26 mål för Alingsås IF när klubben vann sin division III-serie och gick upp i division II, och värvades efter säsongen av BK Häcken. 1997 var han med och tog upp Häcken i Allsvenskan efter två mål i den avgörande kvalmatchen mot Västerås SK. Han delade även med sina 22 mål i serien titeln som skyttekung i söderettan med Tomas Rosenkvist (Västra Frölunda IF) och Kjell-Åke Engström (Gunnilse IS). I Allsvenskan gick det tyngre för Larsson och Häcken, då klubben slutade näst sist och åkte ur serien. I den sista omgången i Allsvenskan gjorde Larsson dock två mål när Häcken slog Helsingborgs IF, vilket gjorde att SM-guldet hamnade hos AIK.
Larssons kontrakt med Häcken löpte ut efter säsongen, och efter att ha provspelat med flera utländska klubbar gjorde han i mars 1999 klart med finländska VPS. Han vann Finska Ligacupen med klubben våren 1999, men lämnade klubben efter bara några månader och skrev i juli på för Falkenbergs FF i division I södra, samma division som hans gamla klubb Häcken. Efter säsongen gick han vidare till Gais, som hade kvalificerat sig för Allsvenskan 2000.
Också med Gais blev Allsvenskan tung för Larsson, då klubben likt Häcken två år tidigare slutade näst sist och åkte ur serien. Larsson stannade i Gais även säsongen 2001, men var mestadels skadad eller bänkad då laget även åkte ur Superettan. Efter säsongen lämnade han Gais och varvade ner i Holmalunds IF.